# Topola Pińczowska
Topola Pińczowska – dawny wąskotorowy przystanek osobowy w Topoli, w gminie Skalbmierz, w powiecie kazimierskim, w województwie świętokrzyskim, w Polsce.